# Cotxet
Un cotxet per a nens o, simplement, cotxet és un giny amb rodes destinat a portar-hi un infant o dos, empenyent-lo.

## Terminologia
El terme cotxet és un diminutiu de cotxe, aquest darrer referit a un cotxe de cavalls. Els primers cotxets s'inspiraven en els cotxes i compartien amb aqueixos algunes característiques fonamentals: 4 rodes i una capota plegable.
- En anglès: perambulator, pram, stroller (push chair).
- En francès hi ha els termes següents: landau, pousse-pousse, poussette.
- En italià : passeggino

## Història
El primer cotxet el va construir William Kent l'any 1773 per als fills dels ducs de Devonshire. Kent era un arquitecte famós i va idear un veritable cotxe miniatura per a ser estirat per un poni o una cabra. A partir de 1840 els cotxets es feren populars al Regne Unit. La casa real britànica, presidida per la reina Victòria, en va comprar tres a la “Hitchins Baby Store”.
El 1889 fou dissenyat el primer cotxet predecessor dels sistemes polivalents actuals. Consistia en un bressol desmuntable que es podia posar amb el nadó mirant endavant o cap a la persona que empenyia. A partir de 1920 els cotxets es posaren a l'abast de les famílies de la classe mitjana.
Moltes millores tecnològiques foren incorporades: suspensió, frens, rodes més grans (orientables o no), estructura reforçada, capota més protectora,... Cap als anys 70 del segle passat la tendència s'orientà cap a versions més bàsiques i econòmiques. Però, a la vegada, més pràctiques i versàtils: cotxets plegables, bressols desmuntables,... L'ús dels cotxets i els automòbils privats determinava solucions especials.
La generalització de normes molt estrictes de seguretat en l'automòbil va influir, un cop més en el disseny dels cotxets i en la fabricació dels model actuals.

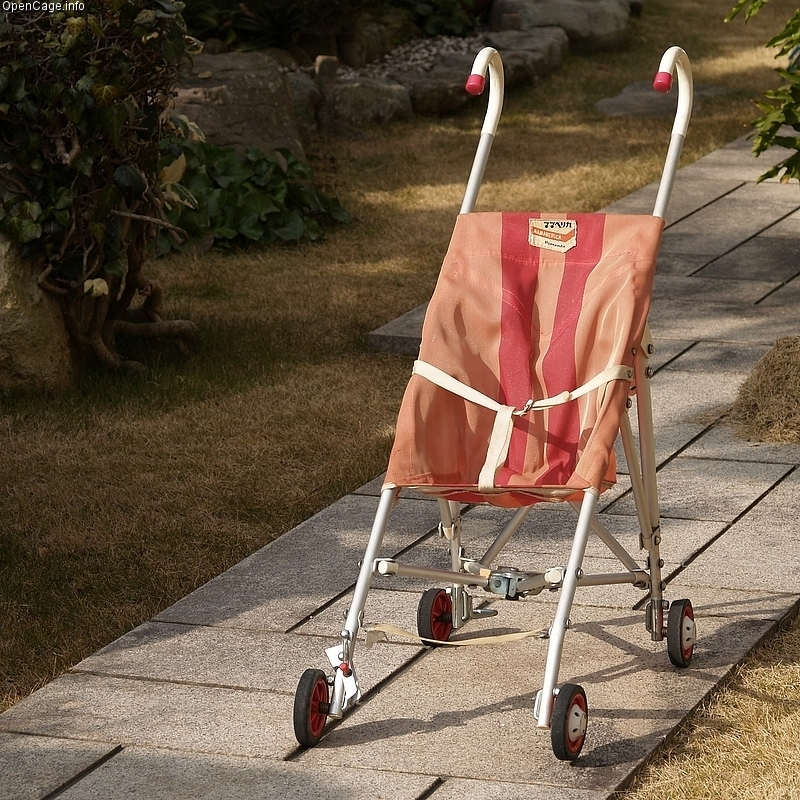
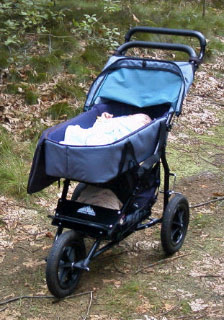
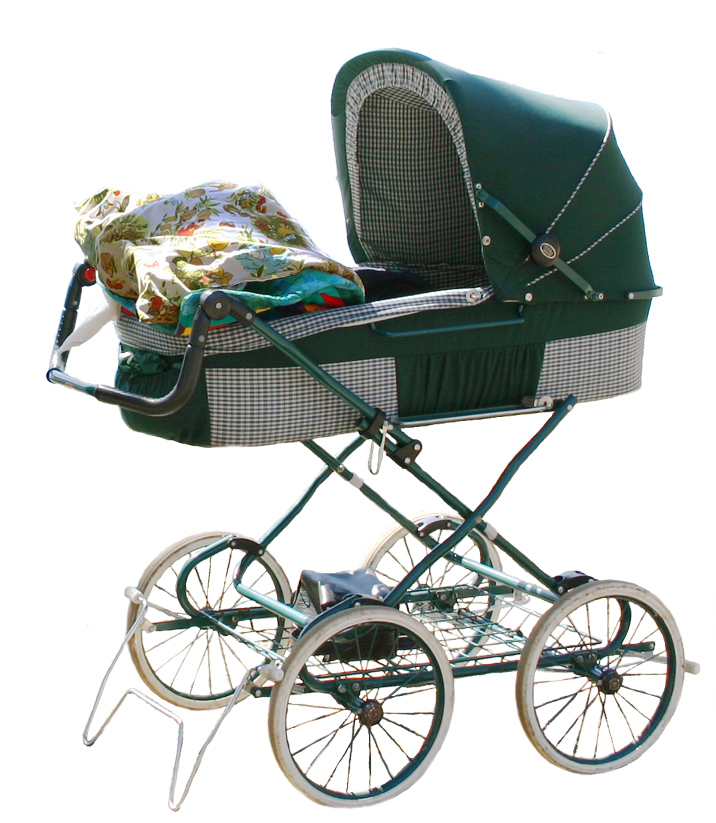
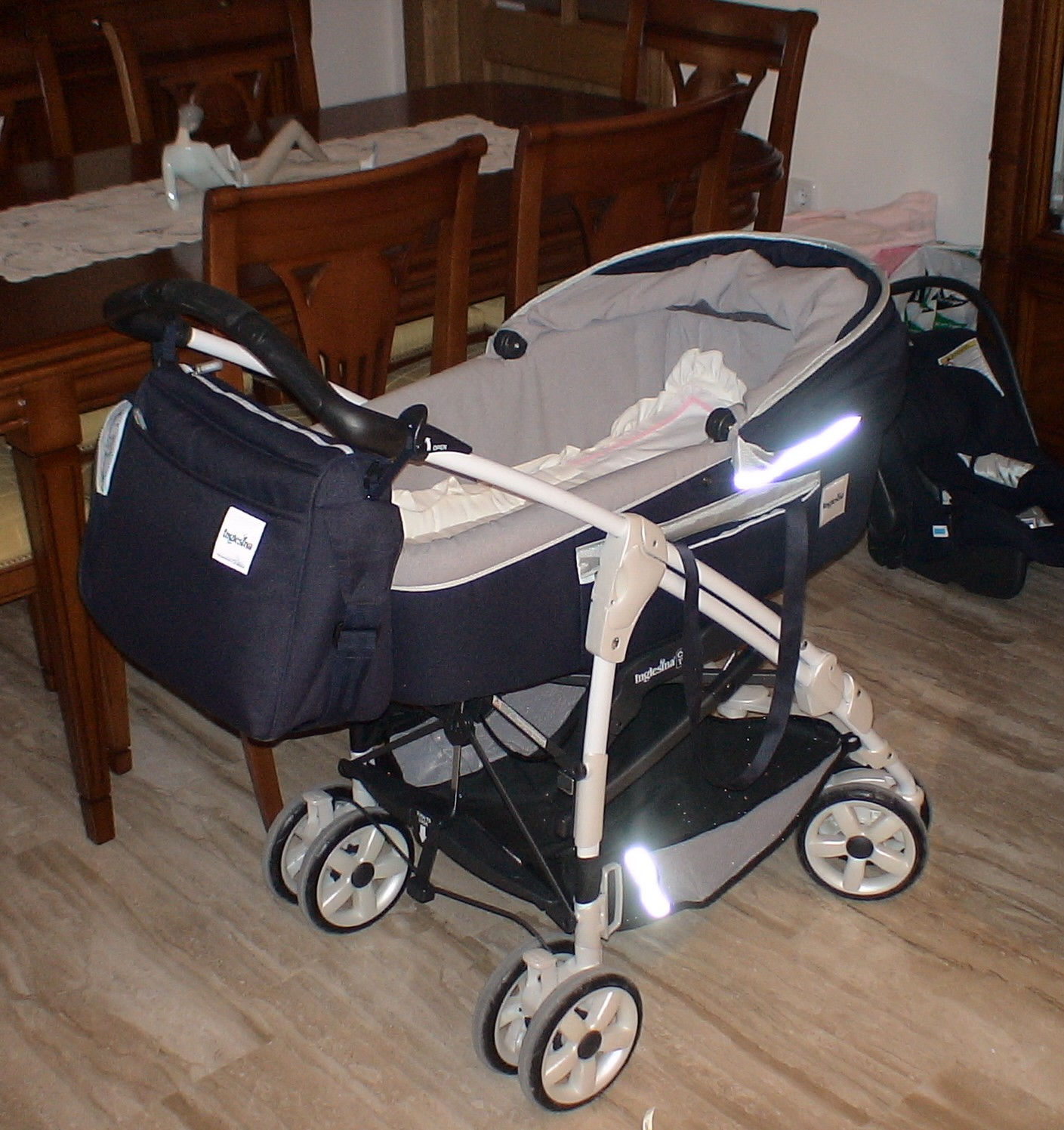

### Cronologia[3]
- 1848. Charles Burton, inventor americà, canvia la posició de la persona que ha de fer anar el cotxet. En els models primitius calia estirar, deixant el cotxet a la part posterior. En el model Burton cal empènyer el cotxet situat al davant.
  - 1852. Patent de Charles Burton sobre el seu vehicle, anomenat “perambulator”, amb poca fortuna a Amèrica però un cert èxit al Regne Unit. El terme anglès “pram” és una abreviatura de “perambulator”.
- 1889. William H. Richardson va patentar un model de cotxet amb bressol desmuntable i reversible. La criatura podia anar mirant cap al davant o en direcció a la persona que empenyia. Un canvi important d'aquell model era que les rodes giraven sobre eixos fixos (abans les rodes eren fixes i els eixos giratoris). El gir independent de les rodes feia que el cotxet fos de maniobra més fàcil i còmoda.
- 1920. En els anys 20 del segle passat, després de la Primera Guerra Mundial, els cotxes es modificaren i es feren més segurs. Les innovacions foren: rodes més grans, frens, bressols més profunds (que fessin més difícil que els infants s'escapessin) i muntats més baixos (de manera que si, malgrat un bressol de parets altes el crio s'escapés, la caiguda fos des d'una alçària més petita.
- 1930-1960. La producció en sèrie de cotxets i l'ús de materials més econòmics va posar els cotxets a l'abast de pràcticament tothom.
- 1965. L'enginyer aeronàutic Owen Maclaren va inventar la “cadireta amb rodes plegable”. Construïda a base de tubs d'alumini i lona era molt lleugera i pràctica.
  - Maclaren havia dissenyat el tren d'aterratge de l'avió Spitfire i un sistema de tren d'aterratge amb rodes orientables que permetien un aterratge segur amb vents laterals (amb l'avió esbiaixat respecte de la pista i trajectòria).
- 1984. Phil Baechler era periodista i practicant de fúting. Per a poder combinar la seva afició i passejar el seu fill, un cotxet convencional no era gaire adequat. Això el va dur a inventar el “jogging stroller”, un tricicle-cotxet de rodes grosses que es podia empènyer tot i corrent.
- 1986. El “Double Stroller”. La companyia Baby Jogger va comercialitzar el primer tricicle per a dues criatures, el “The Twinner”.

Actualment hi ha una gran varietat de cotxets i cadiretes amb rodes que cobreixen totes les necessitats possibles i tots els gustos, o gairebé. Han esdevinguts habituals els cotxets i les cadiretes de 3 i 4 places.

## Els cotxets en l'art

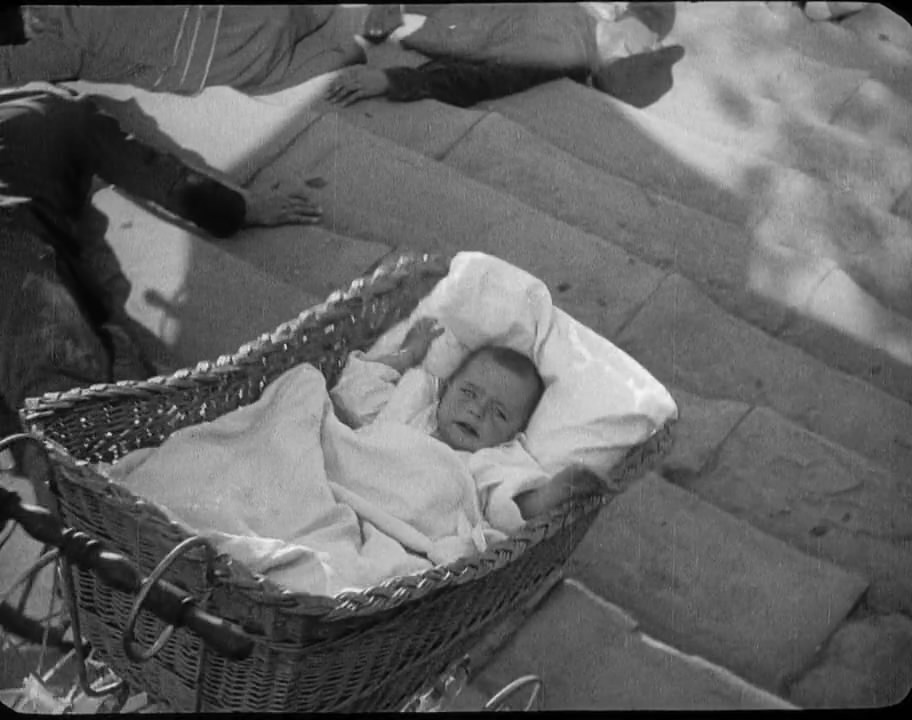
Fotograma del film El cuirassat Potemkin.

### Literatura
Hi ha nombroses referències als cotxets infantils en la literatura. En situacions còmiques i equívoques, en casos dramàtics de segrestos o accidents, i altres.

### Cinema
Al film El cuirassat Potemkin hi ha una escena important que mostra un cotxet amb un infant en una situació perillosa i dramàtica.
En la pel·lícula Els intocables d'Elliot Ness de Brian De Palma hi ha una escena, també molt dramàtica, amb un cotxet que va rodant escales avall, probablement inspirada en l'obra anterior.